# نقل قول خارج از بطن
نقل قول خارج از بطن یا نقل قول خارج از بافت (در انگلیسی:contextomy) یک مغالطه غیررصوری است که در آن یک متن از بافت معنایی خود حذف/تحریف می‌شود. در این نوع مغالطه ممکن متن جدا شده معنای متفاوتی از خارج از بافت معنایی خود پیدا کند. این نوع از مغالطه می‌تواند عمدی یا تصادفی رخ داده باشد. به عنوان یک مغالطه، نقل قول خارج از بافت معنایی با مغالطه انتساب جعلی متفاوت است: زیرا نقل قول خارج شده از متن هنوز به منبع صحیح نسبت داده می‌شود.
استدلال‌های مبتنی بر این مغالطه معمولاً دو شکل دارند:
1. به عنوان یک استدلال پهلوان‌پنبه‌ای: که شامل نقل قول از یک شخص خارج از بافت معنایی استفاده شده توسط وی به منظور ارائه نادرست موضع آنها. (معمولاً برای ساده‌تر یا افراطی‌تر جلوه دادن آن یا رد کردن آسان‌تر استدلال طرف مقابل) این نوع از استدلال‌سازی در سیاست رایج است.
2. به عنوان یک توسل به مرجعیت: شامل نقل قول از یک مرجع در مورد موضوعی خارج از بافت معنایی که در آن مرجعیت را به‌عنوان حمایت از موضعی نادرست معرفی کند.[۲]